# Njikwa
Njikwa es un municipio del departamento de Momo de la región del Noroeste, Camerún. En noviembre de 2005 tenía una población censada de 16 634 habitantes.
Se encuentra ubicado cerca de la frontera con Nigeria.